# Strażnica KOP „Pohulanka”

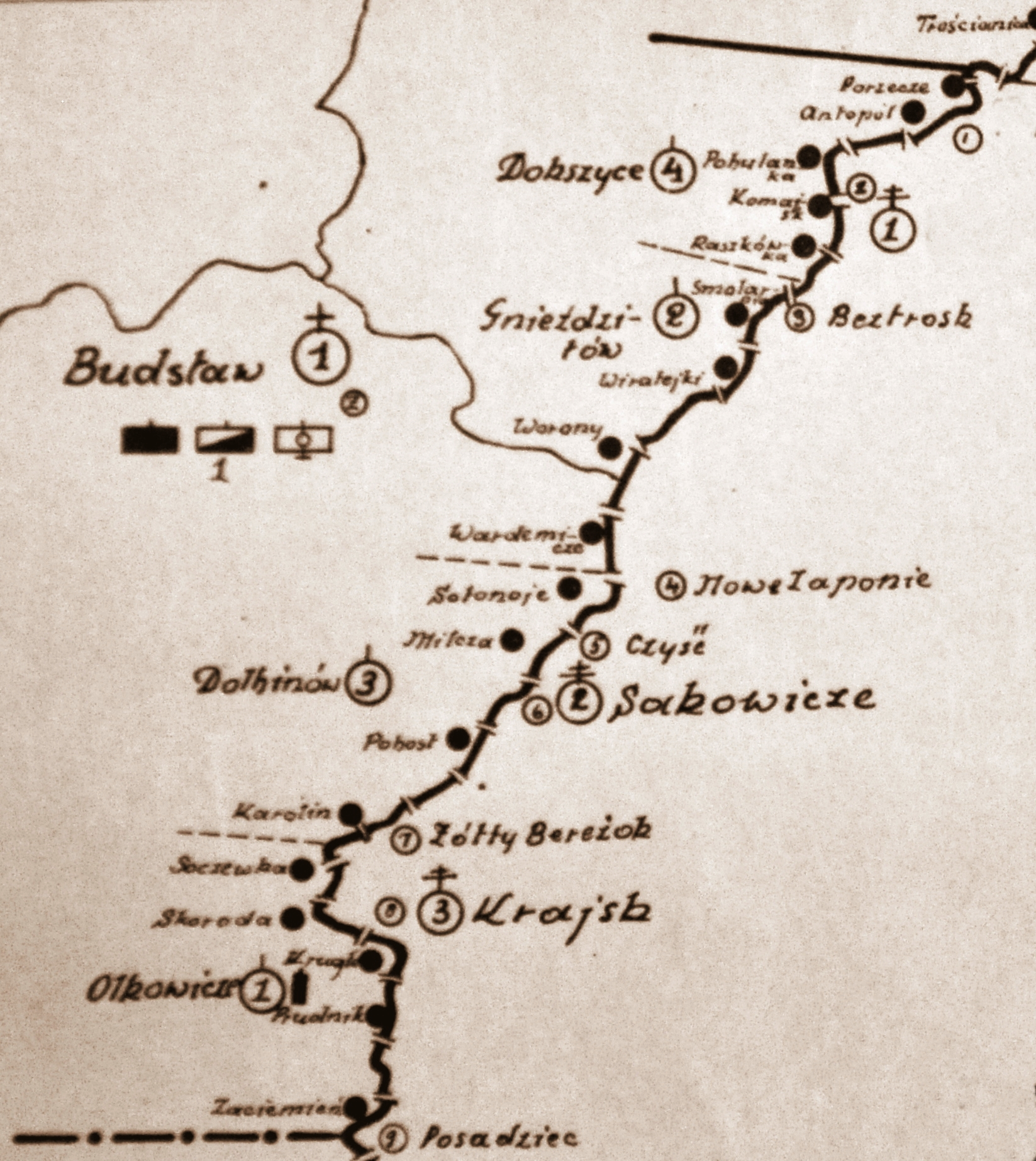
Rozmieszczenie batalionu KOP „Budsław” w 1931

Strażnica KOP „Pohulanka” – zasadnicza jednostka organizacyjna Korpusu Ochrony Pogranicza pełniąca służbę ochronną na granicy polsko-sowieckiej.

## Formowanie i zmiany organizacyjne
W 1924, w składzie 3 Brygady Ochrony Pogranicza, został sformowany 1 batalion graniczny. W 1928 w skład batalionu wchodziło 18 strażnic. Strażnica KOP „Pohulanka” w latach 1928–1939 znajdowała się w strukturze 4 kompanii KOP „Dokszyce”  batalionu KOP „Budsław”. Strażnica liczyła około 18 żołnierzy i rozmieszczona była przy linii granicznej z zadaniem bezpośredniej ochrony granicy państwowej.
W 1932 obsada strażnicy zakwaterowana była w budynku KOP. Strażnicę z macierzystą kompanią łączył trakt długości 9 km.

## Służba graniczna
Podstawową jednostką taktyczną Korpusu Ochrony Pogranicza przeznaczoną do pełnienia służby ochronnej był batalion graniczny. Odcinek batalionu dzielił się na pododcinki kompanii, a te z kolei na pododcinki strażnic, które były „zasadniczymi jednostkami pełniącymi służbę ochronną”, w sile półplutonu. Służba ochronna pełniona była systemem zmiennym, polegającym na stałym patrolowaniu strefy nadgranicznej, wystawianiu posterunków alarmowych, obserwacyjnych i kontrolnych stałych, patrolowaniu i organizowaniu zasadzek w miejscach rozpoznanych jako niebezpieczne, kontrolowaniu dokumentów i zatrzymywaniu osób podejrzanych, a także utrzymywaniu ścisłej łączności między oddziałami i władzami administracyjnymi. Strażnice KOP stanowiły pierwszy rzut ugrupowania kordonowego Korpusu Ochrony Pogranicza.
Strażnica KOP „Pohulanka” w 1932 i 1938 ochraniała pododcinek granicy państwowej szerokości 4 kilometrów 200 metrów od słupa granicznego nr 316 do 322.
Wydarzenia:
- W meldunku sytuacyjnym z 23 stycznia 1925 napisano: 21 stycznia 1925 o godz. 21.00 skradających się pod oknami dowódcy plutonu 2 osobników spłoszył nasz posterunek. Osobnicy w kierunku posterunku oddali kilka strzałów, a korzystając z ciemności zbiegli[12].

Sąsiednie strażnice:
- strażnica KOP „Antonopol” ⇔ strażnica KOP „Komajsk” – 1928[2], 1929[3], 1931[4] , 1932[5], 1934[6], 1938[7]